# Acol (Kent)
Pour les articles homonymes, voir Acol (homonymie).
Acol (Anciennement Acholt) est un hameau et un civil parish dans le district de Thanet. Situé à environ 1,5 mile (2,4 km) au sud de Birchington dans le Kent. C'est l'une des plus petites collectivités du Kent ; au fil des ans, une grande partie de la paroisse a été transférée à d'autres communautés voisines. Acol est proche de l'extrémité ouest de la piste de l'Aéroport de Manston.

## Origine du nom
Le premier nom du village est Millbrough, puis Ville in the Oaks, Ville in the Woods ou Ville of Woods. Plus tard, le nom est devenu Acoll enfin Acol qui est un mot saxon qui signifie « chênes ».

## Histoire
Les origines de Acol datent de avant 1347, au début de la peste noire. La plupart des habitants étaient morts, le village a été brûlé pour arrêter la contamination, et la décision a été prise de le déplacer vers sa position actuelle. Le village d'origine était situé au sommet de la colline de Margate dans une région maintenant connue comme Sparrow Castle.
Au lendemain des guerres napoléoniennes, ce fut un temps difficile pour les petits agriculteurs et les travailleurs agricoles. Salaires de misère, taxes paralysantes ont conduit beaucoup de personnes au désespoir et provoqué des bouleversements sociaux.
En réalité, la condition des ouvriers à travers le Kent se sont tellement détériorées, et ce qui n'était au début qu'une simple agitation est devenu les Swing riots (« émeutes Swing ») de 1833. Dans le même temps, de nombreux ouvriers du Kent, souvent avec l'aide reconnaissante de leurs Conseils de paroisse qui ne voulaient pas les garder, les soutenaient à reprendre une nouvelle vie dans les colonies en Amérique du Nord et en particulier en Australie et en Nouvelle-Zélande.

## Vie du hameau
Une foire au jouets se tient à Acol, chaque année le 30 mai.
Un concours a été organisé dans le village, avant l'an 2000, pour trouver un emblème au village. Le dessin gagnant est maintenant intégré dans le panneau du village, il a été érigé pour commémorer le millénaire. Le signe montre un chêne, rappelant le nom saxon Acol.

## Paroisse
L'église paroissiale de Sainte Mildred a été conçue par l'architecte C.N. Beazley en 1879.

## Particularité locale
Près de Acol se trouve la célèbre fosse de craie où Exciseman Gill et Bill Smuggler ont été retrouvés morts, comme écrit dans le poème The Smuggler's Leap de Richard Barham. Exciseman Gill avait vendu son âme pour un cheval démon pour attraper Bill Smuggler.
Les corps des deux hommes et un seul cheval ont été retrouvés plus tard et on dit qu'il hante toujours la région.

## Transport

### Routes
Le hameau est desservi par la A28 au Nord et la A299 au Sud.

### Train
Il y a la gare de Birchington située au Nord du hameau et la gare de Minster au Sud.

### Aéroports
Au Sud-Est de Acol se trouve l'aéroport international du Kent et l'aéroport militaire de Manston.